# Hjördis Nordin
Hjördis Margareta Nordin (Lund, 2 agosto 1932) è un'ex ginnasta svedese.

## Palmarès

### Olimpiadi
- Oro a Helsinki 1952 negli attrezzi a squadre.

### Mondiali
- Oro a Basilea 1950 nel concorso a squadre.